# مینتو (آلاسکا)
مینتو (به انگلیسی: Minto) شهری در ناحیه سرشماری یوکان-کویوکوک ایالت آلاسکا است که جمعیت آن در سرشماری سال ۲۰۰۰ میلادی ۲۵۸ نفر بوده‌است.